# 군사박물관 (앙골라)

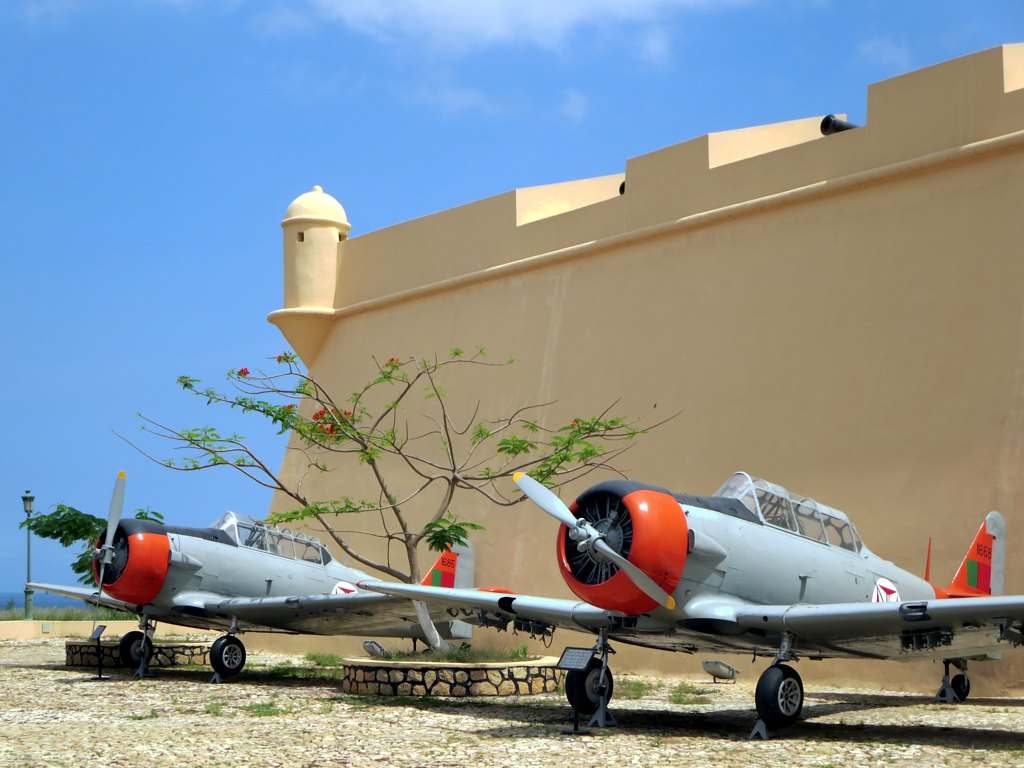

앙골라 군사박물관은 앙골라 루안다에 있는 군사·전쟁 박물관이다. 앙골라가 독립한 1975년에 설립되었으며 앙골라 독립 전쟁(1961-1974)과 앙골라 내전(1975-2002)에 사용된 쌍발 비행기, 전투기 등을 전시하고 있다.